# Coupe de France de rugby à XIII 2016-2017
Navigation
Édition précédente Édition suivante
La Coupe de France de rugby à XIII 2016-2017 est la 79e édition de la Coupe de France, compétition à élimination directe mettant aux prises des clubs de rugby à XIII amateurs et professionnels affiliés à la Fédération française de rugby à XIII. La finale est prévue après cinq tours à élimination directe mettant aux prises les clubs amateurs et professionnels. Elle se déroule du 20 novembre 2016 au 7 mai 2017. L'entrée des clubs de première division se font au stade des huitièmes de finale le 22 janvier 2017. La finale est programmée le 7 mai 2017 au Parc des Sports d'Avignon et est diffusée en direct sur France Ô.
Carcassonne y remporte son quatorzième titre de Coupe de France en battant 30-24 Lézignan en finale.

## Calendrier
| Tour                       | Nom                                | Dates retenues                                      | Équipes participantes | Équipes gagnantes |
| Épreuve éliminatoire       |                                    |                                                     |                       |                   |
| Entrée des clubs de DN1    |                                    |                                                     |                       |                   |
| 1                          | Premier tour                       | dimanche 20 novembre 2016 dimanche 11 décembre 2016 | 8                     | 5                 |
| Entrée des clubs d'Élite 2 |                                    |                                                     |                       |                   |
| 2                          | Deuxième tour                      | dimanche 18 décembre 2016                           | 12                    | 6                 |
| Entrée des clubs d'Élite 1 |                                    |                                                     |                       |                   |
| 3                          | Huitièmes de finale                | dimanche 22 janvier 2017                            | 16                    | 8                 |
| 4                          | Quarts de finale                   | samedi 25-dimanche 26 février 2017                  | 8                     | 4                 |
| 5                          | Demi-finales                       | samedi 22 avril 2017                                | 4                     | 2                 |
| 6                          | Finale - Parc des Sports (Avignon) | dimanche 7 mai 2017                                 | 2                     | 1                 |

## 1ertour(20 novembre 2016)
Le premier tour oppose huit équipes de DN 1. La rencontre entre Toulon et Trentels est reportée au 27 novembre 2016.
Légende : (1) Elite 1, (2) Elite 2 , (3) DN.
|  | Toulon (3) | 34 - 28 | (3) Trentels |  |
|  |            |         |              |  |
|  |            |         |              |  |

|  | Pujols (3) | 68 - 20 | (3) Cavaillon |  |
|  |            |         |               |  |
|  |            |         |               |  |

|  | Salon-de-Provence (3) | 22 - 14 | (3) Réalmont |  |
|  |                       |         |              |  |
|  |                       |         |              |  |

|  | Le Barcarès (3) | 21 - 20 | (3) Ramonville-Saint-Agne |  |
|  |                 |         |                           |  |
|  |                 |         |                           |  |

Pour déterminer un qualifié au second tour, un match de barrage oppose Toulon à Salon-de-Provence le 11 décembre 2016 :
|  | Toulon (3) | 22 - 40 | (3) Salon-de-Provence |  |
|  |            |         |                       |  |
|  |            |         |                       |  |

## 2etour- (18 décembre 2016)
Le deuxième tour oppose trois équipes de DN 1 et les neuf équipes d'Elite 2.
|  | Pujols (3) | 30 - 0 | (2) Montpellier |  |
|  |            |        |                 |  |
|  |            |        |                 |  |

|  | Lyon-Villeurbanne (2) | 14 - 23 | (2) Villefranche-de-Rouergue |  |
|  |                       |         |                              |  |
|  |                       |         |                              |  |

|  | Carpentras (2) | 20 - 18 | (2) Villegailhenc |  |
|  |                |         |                   |  |
|  |                |         |                   |  |

|  | Salon-de-Provence (3) | 25 - 16 | (2) Lescure-Arthes |  |
|  |                       |         |                    |  |
|  |                       |         |                    |  |

|  | Ferrals-les-Corbières (2) | 58 - 8 | (2) Entraigues-sur-la-Sorgue |  |
|  |                           |        |                              |  |
|  |                           |        |                              |  |

|  | Le Barcarès (3) | 6 - 44 | (2) Baho |  |
|  |                 |        |          |  |
|  |                 |        |          |  |

## Huitième de finale - (22 janvier 2017)

### Localisation des clubs à partir des huitièmes de finale
Les huitièmes de finale voit l'arrivée en compétition des clubs de première division.
|  | Pujols (3) | 20 - 48 | (2) Baho |  |
|  |            |         |          |  |
|  |            |         |          |  |

|  | Villefranche-de-Rouergue (2) | 30 - 10 | (2) Ferrals-les-Corbières |  |
|  |                              |         |                           |  |
|  |                              |         |                           |  |

|  | Lézignan (1) | 20 - 12 | (1) Saint-Estève XIII Catalan |  |
|  |              |         |                               |  |
|  |              |         |                               |  |

|  | Carpentras (2) | 14 - 30 | (1) Saint-Gaudens |  |
|  |                |         |                   |  |
|  |                |         |                   |  |

|  | Salon-de-Provence (3) | 6 - 52 | (1) Villeneuve-sur-Lot |  |
|  |                       |        |                        |  |
|  |                       |        |                        |  |

|  | Toulouse Broncos (1) | 12 - 39 | (1) Albi |  |
|  |                      |         |          |  |
|  |                      |         |          |  |

|  | Carcassonne (1) | 34 - 14 | (1) Avignon |  |
|  |                 |         |             |  |
|  |                 |         |             |  |

|  | Palau-del-Vidre (1) | 4 - 32 | (1) Limoux |  |
|  |                     |        |            |  |
|  |                     |        |            |  |

## Quarts de finale - (25-26 février 2017)
Tous les clubs présents en quarts de finale se situent dans la région de l'Occitanie à l'exception de Villeneuve-sur-Lot qui se situe en Nouvelle-Aquitaine dans le département de Lot-et-Garonne.
De la région Occitanie, les clubs se situent dans les départements de  l'Aude (Carcassonne, Lézignan et Limoux), le Tarn (Albi), les Pyrénées-Orientales (Baho), l'Aveyron (Villefranche-de-Rouergue) et de la Haute-Garonne (Saint-Gaudens).
|  | Villefranche-de-Rouergue (2) | 20 - 46 | (1) Albi |  |
|  |                              |         |          |  |
|  |                              |         |          |  |

|  | Baho (2) | 16 - 38 | (1) Carcassonne |  |
|  |          |         |                 |  |
|  |          |         |                 |  |

|  | Saint-Gaudens (1) | 10 - 50 | (1) Lézignan |  |
|  |                   |         |              |  |
|  |                   |         |              |  |

|  | Villeneuve-sur-Lot (1) | 2 - 16 | (1) Limoux |  |
|  |                        |        |            |  |
|  |                        |        |            |  |

## Demi-finale - (22 avril 2017)
Tous les clubs présents en demi-finale se situent dans la région de l'Occitanie, trois dans l'Aude (Carcassonne, Lézignan et Limoux) et un dans le Tarn (Albi).
| 22 avril 2017 15h30 | Lézignan (1) | 40 - 20 (34 - 12) | (1) Limoux                                                                                               | Stade du Moulin, Lézignan 3 200 spectateurs Arbitre : M. Mohamed Drizza |
| 22 avril 2017 15h30 | Essai(s) : Bouregba (10e), Ors (12e), Ferret (18e), Bonneriez (30e, 49e), Marginet (37e) et Cardace (40e) Transformation(s) : Marginet 5 Pénalité(s) : Marginet Carton(s) rouge(s) : Papalii |                   | Essai(s) : Albérola (1re), Robinson (24e), Guiraud (55e) et Peault (79e) Transformation(s) : Guiraud (2) | Stade du Moulin, Lézignan 3 200 spectateurs Arbitre : M. Mohamed Drizza |
| 22 avril 2017 15h30 | |                   | | Stade du Moulin, Lézignan 3 200 spectateurs Arbitre : M. Mohamed Drizza |

| 22 avril 2017 18h30 | Carcassonne (1) | 38 - 26 (12 - 18) | (1) Albi | Stade Albert Domec, Carcassonne 1 000 spectateurs Arbitre : M. Jordi Crespo |
| 22 avril 2017 18h30 | Essai(s) : Baile (26e, 75e), Agullo (30e), Sigismeau (43e), Herrero (49e) et L. Albert (54e) Transformation(s) : Grésèque (26e, 30e, 43e, 49e, 54e, 75e) Drop(s) : Grésèque (62e, 77e) |                   | Essai(s) : Boutonnier (9e), Warr (14e), Pedrero (39e), Ousty (72e) et Dupuy (73e) Transformation(s) : Warr (9e, 14e) et Rigal (39e) | Stade Albert Domec, Carcassonne 1 000 spectateurs Arbitre : M. Jordi Crespo |
| 22 avril 2017 18h30 | |                   | | Stade Albert Domec, Carcassonne 1 000 spectateurs Arbitre : M. Jordi Crespo |

## Finale (7 mai 2017)
(mt : 15 - 8)
Points marqués :

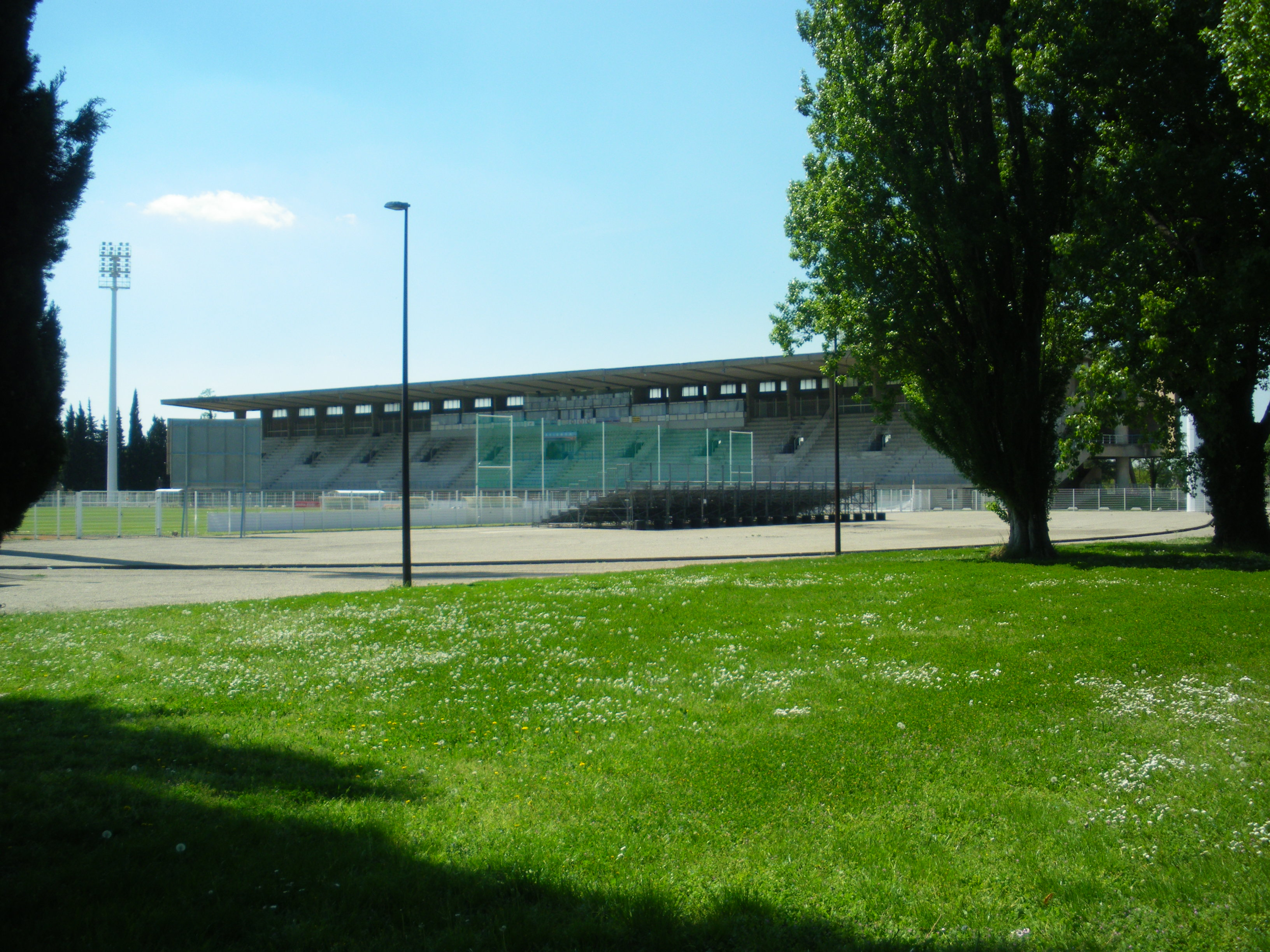
Le Parc des Sports d'Avignon accueille la finale.

- Carcassonne :  5 essais de Escamilla (25e), Miloudi (36e, 53e), V. Albert (50e, 62e), 2 transformations de Grésèque (25e, 36e), 2 pénalités de Grésèque (19e, 69e), 2 drops de Grésèque (38e) et Miloudi (74e) - 1 carton jaune de L. Albert (43e)
- Lézignan : 4 essais de Buche (8e), Papalii (44e, 79e), Tisseyre (77e), 2 transformations de Marginet (8e, 44e), 1 pénalité de Marginet (5e)

Évolution du score : 0-2, 0-8, 2-8, 8-8, 14-8, 15-8, 15-14, 19-14, 23-14, 27-14, 29-14, 30-14, 30-20, 30-24
Arbitre : Jordi Crespo et Stéphane Vincent
Spectateurs : 3 500
Composition des équipes :
- Carcassonne : Hakim Miloudi - Clément Soubeyras, Lilian Albert, Vincent Albert, Jordan Sigismeau, - Maxime Grésèque, Pierre-Louis Bourrel - Mohamed Jamil, Mathieu Tovena, Teddy Sadaoui, Bastien Escamilla (c), Jean-Philippe Baile, Amar Sabri - Julien Agullo, Romaric Bemba, Damien Tetart, Geoffrey Zava- Entraîneur : Patrick Albérola
- Lézignan : Damien Cardace - Valentin Ferret, Théo Bonneriez, Ben Pomeroy, Windy Buche - Anthony Carrère, Rémy Marginet - Abraham Papalii, Guillaume Bonnet, Jamal Fakir (c), Cyril Stacul, Emir-Walid Bouregba, Anthony Ors - Charles Bouzinac, Thibaut Ancely, Maxime Da Costa, Yoan Tisseyre - Entraîneur : Aurélien Cologni

La finale est programmée le 7 mai 2017 au Parc des Sports d'Avignon et est diffusée en direct sur France Ô. Il s'agit de la première diffusion d'une finale de Coupe de France dans l'histoire de cette chaîne. C'est la deuxième fois dans son histoire que le Parc des Sports d'Avignon accueille une finale de Coupe de France après celle de l'édition 2010 qui vit la victoire de Lézignan contre Limoux 18-14. En lever de rideau, la finale de la Coupe de France juniors dite Coupe Luc Nitard voit Avignon s'imposer contre Toulouse 36-36 mais Avignon a marqué sept essais à six, victoire au nombre d'essais donc. Un tournoi de Rugby à VII se déroule également avant la finale avec la victoire 30-6 de Saint-Estève XIII Catalan encadré par Philippe Pidemunt contre Avignon.
C'est la troisième opposition entre Carcassonne et Lézignan en finale de la Coupe de France. En 1960, Lézignan avait battu Carcassonne 7-4 puis en 1961 c'est Carcassonne qui prend sa revanche contre Lézignan 5-2.
Pour la première fois une finale est arbitrée par deux arbitres centraux, Jordi Crespo et Stéphane Vincent. Innovation venue de la National Rugby League, la Fédération française l'avait expérimenté en Championnat avec succès.
Annoncé favori, Lézignan prend le match en main dès le coup d'envoi. Elle marque huit points lors des dix premières minutes grâce à une pénalité de Rémy Marginet et un essai de Windy Buche transformé par Marginet mais ne marque plus aucun point en cette première période malgré un second essai de Buche refusé pour une obstruction. De plus, leur centre australien Ben Pomeroy sort du terrain en raison d'un KO et cela déséquilibre son équipe. Mené 0-8, Carcassonne recolle au score avec une pénalité de Maxime Grésèque et un essai de leur capitaine Bastien Escamilla à la suite d'un coup de pied de Grésèque transformé par ce dernier, puis accentue son avance jusqu'à la mi-temps sur un essai d'Hakim Miloudi au terme d'un sprint de 70 mètres transformé par Grésèque et un drop de ce dernier. Carcassonne mène alors 15-8 dans cette finale.
En seconde période, Carcassonne se trouve réduit à douze en raison d'un carton jaune donné à Lilian Albert pour une cravate sur Emir-Walid Bouregba. Lézignan réduit alors le score par un essai d'Abraham Papalii transformé par Marginet, mais un autre essai leur ait refusé. Malgré cette infériorité, c'est Carcassonne qui marque deux essais par Vincent Albert et Miloudi, avant qu'à nouveau à treize, Carcassonne ajoute un nouvel essai de V. Albert ajouté à une pénalité de Grésèque leur permettant de mener 27-14 à un quart d'heure de la fin. C'est le moment choisi par Lézignan pour accélérer le jeu. Ils marquent deux essais en trois minutes par Papalii et Yoan Tisseyre, mais ne parviennent pas à recoler au score pour un score final de 30-24 pour Carcassonne. Carcassonne remporte sa quatorzième Coupe de France, record en la matière. Parmi les anecdotes, neuf anciens joueurs des Dragons Catalans étaient présents sur le terrain : Jordan Sigismeau, Teddy Sadaoui, Jean-Philippe Baile, Damien Cardace, Ben Pomeroy, Rémy Marginet, Jamal Fakir, Cyril Stacul et Thibault Ancely.
Dans les réactions d'après-match, l'entraîneur de Carcassonne, Patrick Albérola, félicite ses joueurs et souligne que la sortie de Pomeroy sur blessure a fait mal à Lézignan ainsi que la tactique réussie pour maîtriser Papalii par ses joueurs. Il s'agit pour lui d'un exploit. Grésèque, pour sa dernière saison de sa carrière, avance qu'il s'agit d'une victoire collective et est heureux que cette victoire ait été obtenue sans un seul joueur étranger dans l'effectif de Carcassonne mettant en avant ses jeunes. Du côté de Lézignan, Cyril Stacul parle de « grosse claque » en raison d'un jeu avec trop de déchets mais tient à féliciter ses adversaires qui mérite son titre.

## Synthèse

### Nombre d'équipes par division et par tour
| Divisions / Manches | 1er tour | 2e tour | Huitièmes de finale | Quarts de finale | Demi-finales  | Finale        |
| ------------------- | -------- | ------- | ------------------- | ---------------- | ------------- | ------------- |
| Élite 1 10 clubs    | absents  | absents | 10                  | 6                | 4             | 2             |
| Élite 2 9 clubs     | absents  | 9       | 4                   | 2                | aucune équipe | aucune équipe |
| DN1 8 clubs         | 8        | 3       | 2                   | aucune équipe    | aucune équipe | aucune équipe |

### Le parcours des clubs de E1 et E2
- Les clubs d'Elite 2 font leur entrée dans la compétition lors du deuxième tour.
- Les clubs d'Elite1 font leur entrée dans la compétition lors des huitièmes de finale.

| Club (Elite 1)            | Saison précédente | Saison 2016-2017 |
| ------------------------- | ----------------- | ---------------- |
| Limoux                    | Finaliste         | 1/2 finale       |
| Carcassonne               | 1/4 de finale     | Vainqueur        |
| Lézignan                  | 1/2 finale        | Finaliste        |
| Saint-Estève XIII Catalan | Vainqueur         | 1/8 de finale    |
| Avignon                   | 1/8 de finale     | 1/8 de finale    |
| Palau-del-Vidre           | 1/8 de finale     | 1/8 de finale    |
| Albi                      | 1/2 finale        | 1/2 finale       |
| Villeneuve-sur-Lot        | 1/4 de finale     | 1/4 de finale    |
| Toulouse Broncos          | 1/8 de finale     | 1/8 de finale    |
| Saint-Gaudens             | 1er tour          | 1/4 de finale    |

| Club (Elite 2)    | Saison précédente | Saison 2016-2017 |
| ----------------- | ----------------- | ---------------- |
| Baho              | 1/8 de finale     | 1/4 de finale    |
| Villefranche      | 1/8 de finale     | 1/4 de finale    |
| Carpentras        | 1/4 de finale     | 1/8 de finale    |
| Ferrals           | 1/4 de finale     | 1/8 de finale    |
| Montpellier       | 1er tour          | 2e tour          |
| Lyon-Villeurbanne | 1/8 de finale     | 2e tour          |
| Lescure           | 1/8 de finale     | 2e tour          |
| Entraigues        | Absent            | 2e tour          |
| Villegailhenc     | 1er tour          | 2e tour          |

### Clubs éliminés par des clubs de division inférieure
| Club vainqueur          | Club perdant     | Tour    |
| ----------------------- | ---------------- | ------- |
| Salon-de-Provence (DN1) | Lescure (E2)     | 2e tour |
| Pujols (DN1)            | Montpellier (E2) | 2e tour |